# Коскин, Алексей Васильевич
Алексей Васильевич Коскин (18.05.1903 — 23.01.1974) — командир сапёрного отделения 687-го отдельного сапёрного батальона (415-я стрелковая Мозырьская Краснознамённая ордена Суворова дивизия, 61-й армия, 1-й Белорусский фронт) сержант, участник Великой Отечественной войны, кавалер ордена Славы трёх степеней.

## Биография
Родился 18 мая 1903 года в деревне Михалиха ныне Бежецкого района Тверской области в семье крестьянина. Русский.
Образование начальное. Активно участвовал в становлении Советской власти, стал первым комсомольцем в деревне, организовал ячейку. Позднее его выбрали председателем комитета бедноты. В 1933 году, когда в деревне был организован колхоз «Путь к социализму», стал первым его председателем.
В июле 1941 года был призван в Красную армию Бежецким райвоенкоматом. С сентября того же года участвовал в боях с захватчиками. К осени 1943 года красноармеец Коскин воевал рядовым сапёром 687-го отдельного сапёрного батальона 415-я стрелковая дивизия, в составе той части прошёл до конца войны.
С 26 сентября по 1 октября 1943 года подразделения дивизии в составе 61-й армии форсировали Днепр у села Любеч и захватили плацдарм на правом берегу. Затем вели бои за удержание и расширение плацдарма. В этих боях сапёр Коскин заслужил первую боевую награду.
26-29 октября 1943 года, работая на постройке моста через Днепр у деревни Станецкая (Любечский район Черниговской области), он трое суток работал в воде, крепил насадки и бил сваи. Свою работу закончил в срок. Награждён медалью «За отвагу».
В январе 1944 года дивизия принимала участие в Гомельско-Речицкой и Калинковичско-Мозырской операциях.
8 февраля 1944 года в районе деревни Павловка (Петриковский район Гомельской области) красноармеец Коскин под сильным огнём противника проделал проход в минных полях и проволочных заграждениях, и провёл стрелков 1323-го стрелкового полка в точно назначенное время. 10-11 февраля под огнём противника, работая на постройке двух штурмовых мостиков, действовал смело и решительно, увлекая за собой товарищей и задание выполнил в срок.
Приказом по частям 415-й стрелковой дивизии (№ 68/н) от 27 февраля 1944 года красноармеец Коскин Алексей Васильевич награждён орденом Славы 3-й степени.
В мае 1944 года вступила в ВКП(б)/КПСС. Летом 1944 года в составе дивизии участвовал в боях за освобождение Белоруссии, в Люблино-Брестской наступательной операции.
22 июня 1944 года в районе города Столин (Брестская область Белоруссии) красноармеец Коскин под огнём противника, действуя в составе группы разграждения, сделал 2 прохода в минных полях и без потерь пропустил наступающую пехоту.
Приказом по войскам 61-й армии (№ 220/н) от 11 июля 1944 года красноармеец Коскин Алексей Васильевич награждён орденом Славы 2-й степени.
В начале 1945 года дивизия была задействована в проведении Варшавско-Познанской операции, в феврале захватила плацдарм на реке Инна и вела оборонительные бои. В этих боях сержант Коскин командовал сапёрным отделением.
20 февраля 1945 года при штурме города Ансвальде (ныне Хощно, Западно-Поморское воеводство, Польша) сержант Коскин под огнём противника подполз и взорвал два дома, с засевшими там пулемётчиками, мешавшими продвижению стрелков. Лично огнём из автомата уничтожил 11 гитлеровцев. 21 февраля на западной окраине города бензином поджёг ещё один дом, где уничтожил 7 солдат противника. За этот бой был представлен к награждению орденом Славы 1-й степени.
На заключительном этапе войны 415 стрелковая дивизия действовала к северу от немецкой столицы. Окончание войны встретила на реке Эльба.
Указом Президиума Верховного Совета СССР от 31 мая 1945 года сержант Коскин Алексей Васильевич награждён орденом Славы 1-й степени. Стал полным кавалером ордена Славы.
В 1945 году был демобилизован.
Вернулся на родину, жил в д. Малая Ящера. Трудился в совхозе «Молога» Лужский р-н Ленинградская область позднее Бежецкого района. Заведовал фермой, был бригадиром. И когда вышел на пенсию, не бросил работу в совхозе. 
Скончался 23 января 1974 года. Похоронен на кладбище деревни Бежицы Филиппковского поселения Бежецкого района Тверской области.

## Награды
- Полный кавалер ордена Славы:
  - орден Славы I степени (31.05.1945)[3];
  - орден Славы II степени (11.07.1944)[4];
  - орден Славы III степени (27.02.1944)[5];
- медали, в том числе:
  - «За отвагу» (03.11.1943)[6]
  - «За освобождение Варшавы» (9.6.1945)[7]
  - «В ознаменование 100-летия со дня рождения Владимира Ильича Ленина» (6 апреля 1970)
  - «За победу над Германией» (9 мая 1945[8])[7]
  - «За взятие Берлина» (9.6.1945)[7]
  - «20 лет Победы в Великой Отечественной войне 1941—1945 гг.» (7 мая 1965[9])
  - «30 лет Советской Армии и Флота»[10]
  - «40 лет Вооружённых Сил СССР»[11]
  - «50 лет Вооружённых Сил СССР» (26 декабря 1967[12])
- Знак «25 лет победы в Великой Отечественной войне» (1970)

## Память
- На могиле установлен надгробный памятник
- Его имя увековечено в Главном Храме Вооружённых сил России, и навсегда запечатлено на мемориале «Дорога памяти»